# قوزاق كوبان
قوزاق كوبان ( بالروسية: кубанские казаки) (بالحروف اللاتينية: kubanskiye kаzaki) (بالأوكرانية: кубанськи козаки) أو كوبانيون (بالروسية: кубанцы ، kubantsy ؛ بالأوكرانية: кубанци ، kubantsi )، هم القوزاق الذين يعيشون في كوبان منطقة روسيا. معظم قوزاق كوبان هم من نسل مجموعات رئيسية مختلفة من القوزاق الذين أعيد توطينهم في غرب شمال القوقاز في أواخر القرن الثامن عشر (يقدر عددهم بـ 230,000 إلى 650,000 مهاجر أولي). تمت تسوية الجزء الغربي من المنطقة ( شبه جزيرة تامان والمنطقة المجاورة إلى الشمال الشرقي) من قبل مجموعة قوزاق البحر الأسود الذين كانوا في الأصل قوزاق زاباروجيين في أوكرانيا، منذ عام 1792. وكان الجزء الشرقي والجنوبي الشرقي من المنطقة المضيفة سابقًا من قبل قبيلة خوبيور وأفواج كوبان من مضيفي قوزاق خط القوقاز وقوزاق الدون، الذين أعيد توطينهم من نهر الدون منذ عام 1777.

## تاريخ تشكيل مضيف كوبان القوزاق
الوحدة الإدارية والعسكرية المكونة من قوزاق كوبان، تشكلت عام 1860 وظلت موجودة حتى عام 1918. خلال الحرب الأهلية الروسية، أعلن قوزاق كوبان جمهورية كوبان الشعبية، ولعبوا دورًا رئيسيًا في المسرح الجنوبي للصراع. عانى قوزاق كوبان بشدة خلال سياسة نزع القوزاق السوفيتية بين عامي 1917 و1933. ومن ثم، خلال الحرب العالمية الثانية، قاتل القوزاق لصالح الجيش الأحمر وضدهم مع الفيرماخت الألماني. أعيد تأسيس مضيف كوبان القوزاق الحديث في عام 1990 عند سقوط الاتحاد السوفيتي.
على الرغم من أن القوزاق عاشوا في المنطقة قبل أواخر القرن الثامن عشر  (ترجع إحدى النظريات حول أصل القوزاق نسبهم إلى شعوب كاسوغ القديمة التي سكنت كوبان في القرنين التاسع والثالث عشر)، إلا أن المناظر الطبيعية حالت دون السكن الدائم. يزعم قوزاق كوبان المعاصرون أن عام 1696 هو عام تأسيسهم، عندما شارك قوزاق الدون من خوبيور في حملات بيتر آزوف. امتدت غارات متفرقة إلى الأرض التي كان يسكنها النوجاي جزئيًا، على الرغم من أنها كانت جزءًا إقليميًا من خانية القرم . في عام 1784، انتقلت منطقة كوبان السفلى إلى روسيا، وبعد ذلك أصبح استعمارها خطوة مهمة في توسع الإمبراطورية.

### قوزاق البحر الأسود
في جزء مختلف من جنوب شرق أوروبا، على نهر الدنيبر الأوسط فيما يعرف الآن بأوكرانيا، عاش القوزاق الزاباروجيون . ولكن بحلول أواخر القرن الثامن عشر، انخفضت قدرتهم القتالية كثيرًا.[بحاجة لمصدر] مع خصومهم التقليديين، خانية القرم والكومنولث البولندي الليتواني، رأت الإدارة الروسية القليل من الاستخدام العسكري لهم. ومع ذلك، كان الزاباروجيان سيش يمثل ملاذًا آمنًا للناس الهاربة، حيث لم تمتد سلطة الدولة، وغالبًا ما شاركوا في التمردات التي كانت تندلع باستمرار في أوكرانيا. وسبب ذلك مشكلة أخرى للحكومة الإمبراطورية الروسية حيث كان القوزاق مقاومين لأي استعمار على الأراضي التي اعتبرتها الحكومة الروسية ملكًا لهم. في عام 1775، بعد عدة هجمات على المستعمرين الصرب، أمرت الإمبراطورة الروسية كاثرين العظمى جريجوري بوتيمكين بتدمير مضيف زاباروجيا. نفذ العملية الجنرال بيوتر تيكيلي . تفرق الزاباروجيون. فر بعض (خمسة آلاف رجل أو 30% من الجيش) إلى منطقة الدانوب التي تسيطر عليها الدولة العثمانية .  وانضم آخرون إلى أفواج الفرسان والدراغون الإمبراطورية الروسية، بينما تحول معظمهم إلى الزراعة والتجارة المحلية. وبعد عقد من الزمن، اضطرت الإدارة الروسية إلى إعادة النظر في قرارها، مع تصاعد التوتر مع الدولة العثمانية . في عام 1778، عرض السلطان التركي على الزاباروجيين المنفيين فرصة بناء نهر الدانوب الجديد . اقترح بوتيمكين أن يقوم القادة السابقون أنتين هولوفاتي وزخاري تشيبيها وسيدير بيلي بتجميع القوزاق السابقين في مجموعة من الزاباروجيين الموالين في عام 1787. لعب المضيف الجديد دورًا حاسمًا في الحرب الروسية التركية (1787–1792) ، ولإخلاصهم وخدمتهم، كافأتهم الإمبراطورة الروسية بالاستخدام الأبدي لكوبان، التي كانت تسكنها فلول نوجاي، وفي قضية القوقاز . كانت الحرب بمثابة تقدم حاسم في دفع الخط الروسي إلى داخل شركيسيا . أعيدت تسميتها بمضيف قوزاق البحر الأسود، حيث قام بالهجرة ما مجموعه 25000 رجل في 1792-1793.[بحاجة لمصدر]

### على الحدود الروسية (1777–1860)
خلال الحرب الروسية التركية (1768-1774) ، شارك قوزاق الدون على نهر خوبيور في الحملة، وفي عام 1770 - الذين كان عددهم آنذاك أربع مستوطنات - طلبوا تشكيل فوج. نظرًا لخدمتهم في الحرب، أصدرت كاثرين العظيمة في 6 أكتوبر 1774 بيانًا يوافق على طلبهم.[بحاجة لمصدر] أدت نهاية الحرب ومعاهدة كوتشوك كايناركا إلى جلب حدود روسيا جنوبًا من مدخل نهر كوبان إلى بحر آزوف على طول ضفته اليمنى وحتى منحنى نهر تيريك. أدى هذا إلى إنشاء حدود غير محمية بطول 500 فيرست، وفي صيف عام 1777، تمت إعادة توطين فوج خوبيور - بالإضافة إلى فلول قوزاق الفولغا وفوج فلاديمير دراغون - في شمال القوقاز لبناء خط دفاع آزوف - موزدوك . . كان هذا بمثابة بداية حرب القوقاز، والتي ستستمر لما يقرب من 90 عامًا.
كان فوج خوبيور مسؤولاً عن الجانب الغربي من الخط. في 1778-1782، أسس قوزاق خوبيور أربع مقاطعات : ستافروبولسكايا (بجوار قلعة ستافروبول، التي أنشئت في 22 أكتوبر 1777)، وموسكوفسكايا، ودونسكايا، وسيفيرنايا - مع ما يقرب من 140 عائلة قوزاق في كل منها. في عام 1779، تم منح فوج خوبيور منطقته الخاصة. كانت الظروف يائسة حيث كان الشركس يشنون غارات شبه يومية على المواقع الروسية. في 1825-1826، بدأ الفوج توسعاته الأولى، حيث اندفع غربًا إلى منعطف نهر كوبان وأسس خمس مناطق جديدة (ما يسمى بخط كوبان الجديد: بارسوكوفسكايا، ونيفينوميسكايا، وبيلومشيتسكايا، وباتالباشينسكايا ( تشيركيسك الحديثة )، وبيكيشيفسكايا، وكارانتينايا . (حاليًا سوفوروفسكايا ).وفي عام 1828، شارك قوزاق الخوبيور في غزو قراتشاي وأصبحوا جزءًا من أول رحلة استكشافية روسية للوصول إلى قمة إلبروس في عام 1829. ومع ذلك، كان الموقف الروسي في القوقاز يائسًا، ولتخفيف الإدارة في عام 1832، وحد الإصلاح العسكري عشرة أفواج من مصب نهر تيريك على طول الطريق إلى خوبيور في غرب كاباردا، مشكلين جيشًا واحدًا للقوزاق من خط القوقاز . تم أيضًا منح فوج خوبيور العديد من المستوطنات المدنية، مما رفع قوته البشرية إلى 12000. مع التقدم الإضافي إلى نهر لابا، تم تقسيم منطقة خوبيور إلى فوجين، وشكلت سبوكوينايا وإسبرافنايا وبودجورنايا وأدوبنايا وبيريدوفايا وستوروزيفايا خط لابا.

### الزاباروجيين وراء نهر كوبان

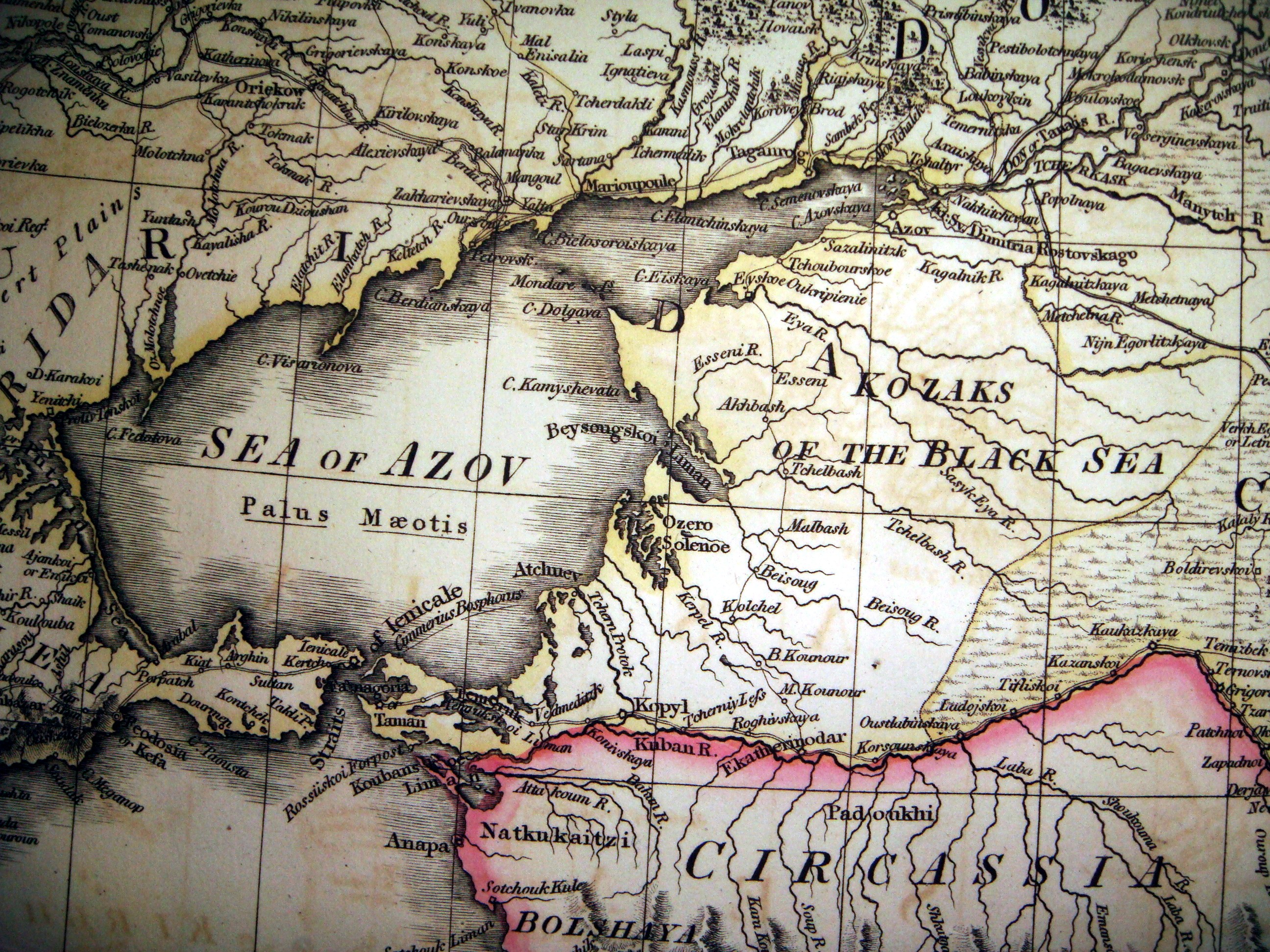
خريطة تاريخية توضح الاستيطان الأولي لقوزاق البحر الأسود

استمرت العديد من تقاليد القوزاق الزاباروجيين في قوزاق البحر الأسود، مثل الانتخابات الرسمية للإدارة المضيفة، ولكن في بعض الحالات، حلت التقاليد الجديدة محل القديمة. بدلاً من سيش المركزي، تم تشكيل خط دفاع من مدخل نهر كوبان على البحر الأسود إلى مدخل نهر بولشايا لابا . تمت تسوية الأرض الواقعة شمال هذا الخط بقرى تسمى ستانيتساس . تم بناء المركز الإداري لإيكاترينودار (والترجمة حرفيا "هدية كاثرين"). أرسل قوزاق البحر الأسود رجالًا إلى العديد من الحملات الكبرى بناءً على طلب الإمبراطورية الروسية، مثل قمع انتفاضة كوسيوسكو البولندية عام 1794، والحملة الفارسية المشؤومة عام 1796 حيث مات ما يقرب من نصف القوزاق من الجوع والمرض، وأرسلوا رجالًا إلى العديد من الحملات الكبرى بناءً على طلب الإمبراطورية الروسية. بلاستون التاسع (المشاة) وأفواج الفرسان المشتركة الأولى بالإضافة إلى أول حرس ليب (النخبة) سوتنيا لمساعدة الجيش الروسي في الحرب الوطنية عام 1812 . شارك المضيف الجديد في الحرب الروسية الفارسية (1826-1828) حيث اقتحموا آخر معقل عثماني متبقٍ على ساحل البحر الأسود الشمالي، قلعة أنابا، في عام 1828. وفي سياق حرب القرم من 1853 إلى 1856، أحبط القوزاق أي محاولات إنزال للحلفاء في شبه جزيرة تامان، بينما شاركت كتيبتا بلاستون الثانية والخامسة في الدفاع عن سيفاستوبول .
في الأرض التي تركوها وراءهم، تمكن بوه القوزاق من توفير حاجز قوي من نهر الدانوب سيش . بعد الحرب الروسية التركية (1828–1829)، سلم معظم قوزاق الدانوب أنفسهم رسميًا وتم إعادة توطينهم بموجب العفو بين ماريوبول وبيرديانسك، وشكلوا مضيف آزوف القوزاق .[بحاجة لمصدر]

## توسعهم

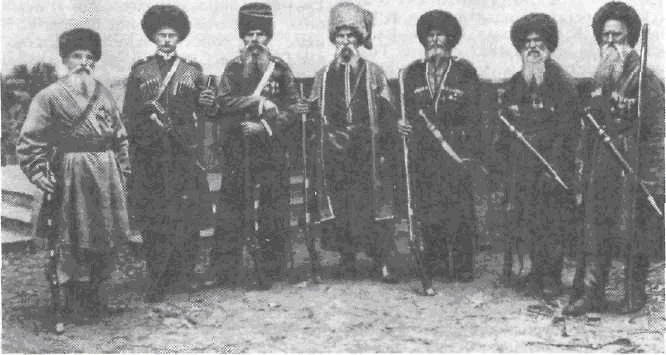
قوزاق كوبان أواخر القرن التاسع عشر

مع مرور السنين، واصل قوزاق البحر الأسود اختراقاتهم المنهجية في المناطق الجبلية في شمال القوقاز. قاموا بدور نشط في خاتمة الغزو الروسي لشمال القوقاز، واستوطنوا المناطق في كل مرة تم غزوها. ولمساعدتهم، هاجر إلى هناك ما مجموعه 70 ألفًا من سكان زابوروجي السابقين من بوغ وإيكاترينوسلاف وأخيرًا مضيف آزوف القوزاق في منتصف القرن التاسع عشر. كان من الضروري إزالة الثلاثة السابقين لإخلاء مساحة لاستعمار روسيا الجديدة، ومع الضعف المتزايد للإمبراطورية العثمانية وكذلك تشكيل دول عازلة مستقلة في البلقان، انتهت الحاجة إلى مزيد من وجود القوزاق. . لقد هاجروا إلى كوبان في عام 1860. وكان يفصل بين قبائل البحر الأسود الأوكرانية العرقية عن قبائل جبال القوقاز مضيف القوزاق من خط القوقاز، وهم القوزاق الروس العرقيون من منطقة الدون. وعلى الرغم من أن كلا المجموعتين عاشتا في منطقة كوبان العامة، إلا أنهما لم يندمجا مع بعضهما البعض.

### أوج مضيف كوبان
نما المضيف الجديد ليصبح ثاني أكبر مضيف في روسيا. واصل قوزاق كوبان القيام بدور نشط في الشؤون الروسية في القرن التاسع عشر بدءًا من نهاية الحرب الروسية الشركسية التي توقفت بعد وقت قصير من تشكيل الدولة المضيفة. شاركت مجموعة صغيرة في غزو عام 1873 الذي وضع خانية خوارزم تحت السيطرة الروسية. كانت أكبر حملة عسكرية لهم هي الحرب الروسية التركية (1877–1878) ، على جبهتي البلقان والقوقاز. كان الأخير على وجه الخصوص بمثابة مساهمة قوية حيث شكل قوزاق كوبان 90٪ من سلاح الفرسان الروسي. الإنجازات الشهيرة في معارك شيبكا العديدة، والدفاع عن بايزيد، وأخيراً، في معركة كارس الحاسمة والمنتصرة حيث كان القوزاق أول من دخل. شاركت ثلاثة أفواج من قوزاق كوبان في اقتحام جيوك تيبي في تركمانستان عام 1881. خلال الحرب الروسية اليابانية (1904-1905)، حشد المضيف ستة أفواج من سلاح الفرسان وخمس كتائب بلاستون وبطارية واحدة إلى المنطقة البعيدة من روسيا.
كما نفذ القوزاق الهدف الاستراتيجي الثاني، وهو استعمار أرض كوبان. في المجموع، كان المضيف يمتلك أكثر من ستة ملايين عُشور، منها 5.7 مليون مملوكة للستانيتسا، والباقي في الاحتياطي أو في أيدي خاصة لضباط ومسؤولي القوزاق. عند بلوغ القوزاق سن 17 عامًا، يُعطى ما بين 16 و30 عُشرًا للزراعة والاستخدام الشخصي. مع النمو الطبيعي للسكان، انخفض متوسط الأراضي التي يملكها القوزاق من 23 عُشرًا في ستينيات القرن التاسع عشر إلى 7.6 في عام 1917. لكن مثل هذه الترتيبات ضمنت أن يكون الاستعمار والزراعة عقلانيين للغاية.[بحاجة لمصدر]
انعكست سياسة كوبان الأكثر ليبرالية بشكل مباشر في مستويات معيشة الناس. وكان التعليم أحد السمات المركزية لهذا. في الواقع، من المعروف أن المدارس الأولى كانت موجودة منذ هجرة قوزاق البحر الأسود، وبحلول عام 1860، كان لدى الدولة المضيفة مدرسة ثانوية واحدة للرجال و30 مدرسة ابتدائية.[بحاجة لمصدر] في عام 1863، بدأت طباعة أول دورية كوبانية، وبعد عامين تم افتتاح مكتبة المضيف في يكاترينودار. إجمالاً، بحلول عام 1870، ارتفع عدد المدارس في المناطق الريفية إلى 170 مدرسة. وبالمقارنة مع بقية الإمبراطورية الروسية، بحلول بداية القرن العشرين، كان معدل معرفة القراءة والكتابة في المنطقة مرتفعًا جدًا بنسبة 50% وفي كل عام يصل إلى 30%. تم إرسال الطلاب من عائلات القوزاق (مرة أخرى بمعدل لا مثيل له في أي مقاطعة ريفية أخرى) للدراسة في مؤسسات التعليم العالي في روسيا .
خلال أوائل القرن العشرين، أقيمت اتصالات بين كوبان وأوكرانيا وظهرت منظمات أوكرانية سرية في كوبان.

### الزي الرسمي والعادات

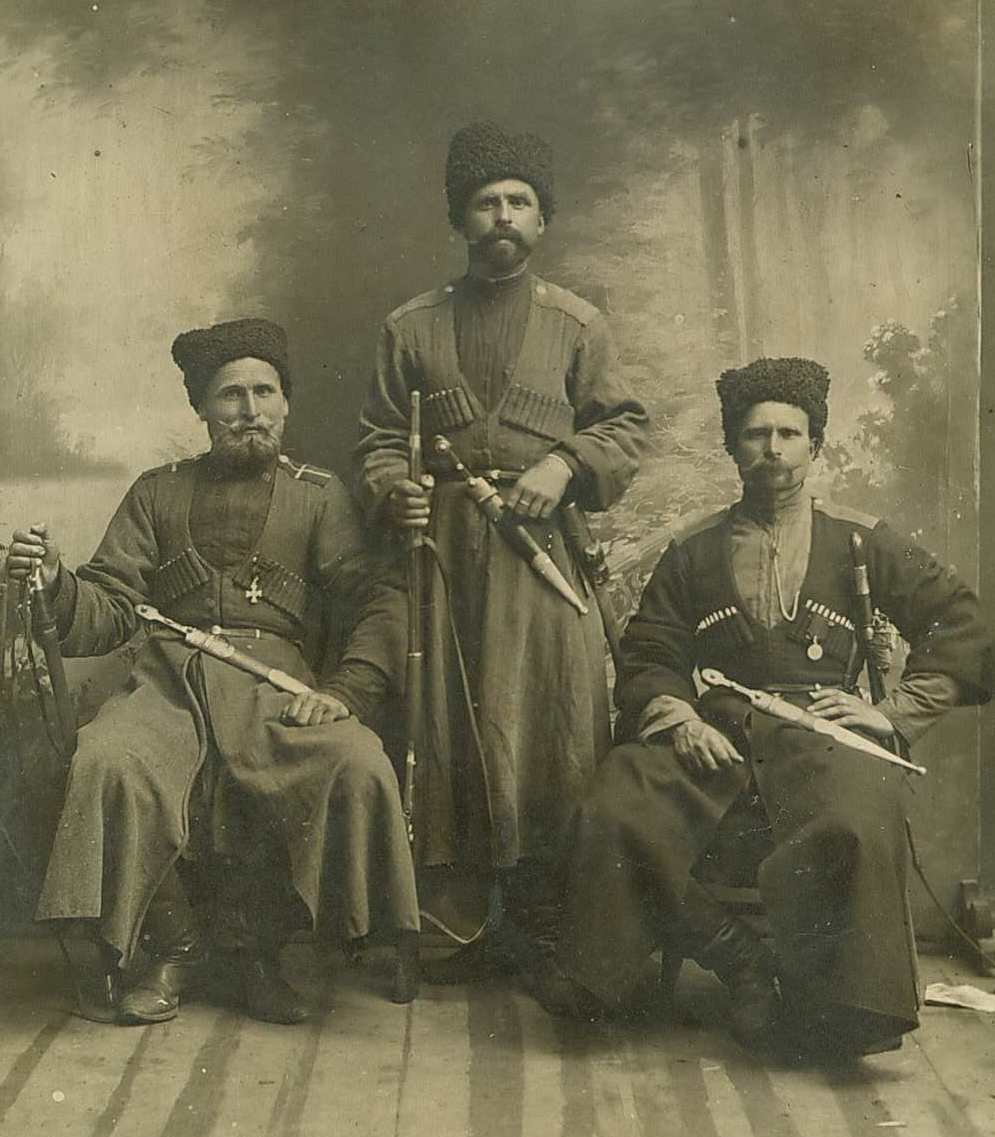
قوزاق كوبان في عام 1915.

حتى عام 1914، كان الزي الرسمي الكامل لمضيف كوبان القوزاق يتكون من قفطان رمادي داكن/أسود (معطف بدون ياقة بطول الركبة) مع أحزمة كتف حمراء وتضفير على الأصفاد العريضة. حاويات الزينة ( الغازيري ) التي كانت تحتوي في الأصل على مقاييس تحميل فردية من البارود لبنادق التحميل من كمامة، تم ارتداؤها على صدور القفطان. وكان القفطان مفتوحا من الأمام يظهر منه صدرية حمراء.  تم ارتداء سراويل رمادية واسعة مدسوسة في أحذية جلدية ناعمة بدون كعب. كان الضباط يرتدون كتافًا فضية وتضفيرًا وحلقات .  ارتدى مضيف تيريك القوزاق، هذا الزي الوطني القوقازي أيضًا ولكن بألوان مختلفة . تم ارتداء قبعات طويلة من الفرو الأسود في جميع المناسبات مع قمم من القماش الأحمر و(للضباط) دانتيل فضي. تم ارتداء لفيفة معدنية بيضاء على مقدمة قبعة الفرو. تم استخدام السوط بدلا من توتنهام.  قبل عام 1908، كان مطلوبًا من القوزاق الفرديين من جميع المضيفين توفير الزي الرسمي الخاص بهم (جنبًا إلى جنب مع الخيول والسروج والأحزمة القوقازية). أثناء الخدمة الفعلية خلال الحرب العالمية الأولى، احتفظ قوزاق كوبان بملابسهم المميزة ولكن مع صدرية سوداء تحل محل الصدرية الحمراء الواضحة وبدون الزخارف الفضية أو الواجهات الحمراء للزي الكامل. تم ارتداء عباءة سوداء ( بوركي ) في الأحوال الجوية السيئة سواء في وقت السلم أو في الخدمة الفعلية.
ارتدى 200 كوبان و200 تيريك قوزاق من المرافقة الإمبراطورية ( كونفوي ) زيًا احتفاليًا خاصًا؛ بما في ذلك قفطان قرمزي محاط بضفيرة صفراء وصدرية بيضاء. كان لدى الضباط تجديل فضي على معاطفهم وكتافهم. تم إصدار قفطان داكن اللون للواجبات العادية مع صدرية حمراء.

### الثورة الروسية والحرب الأهلية
خلال الثورة الروسية وما نتج عنها من حرب أهلية، وجد القوزاق أنفسهم متضاربين في ولاءاتهم. في أكتوبر 1917، تم تشكيل جمهورية كوبان السوفيتية وكوبان رادا في وقت واحد، حيث أعلن كلاهما حقهما في حكم كوبان. بعد وقت قصير من إعلان الرادا جمهورية كوبان الوطنية، ولكن سرعان ما تم تفريقها من قبل القوات البلشفية. في حين أن معظم القوزاق انحازوا في البداية إلى الرادا، انضم العديد منهم إلى البلاشفة الذين وعدوهم بالحكم الذاتي.في مارس 1918، بعد هجوم لافر كورنيلوف الناجح، وضعت كوبان رادا نفسها تحت سلطته. ومع ذلك، مع وفاته في يونيو 1918، تم التوقيع على اتحاد فدرالي مع حكومة هيتمان بافلو سكوروبادسكي الأوكرانية، وبعد ذلك غادر العديد من القوزاق للعودة إلى ديارهم أو انشقوا إلى البلاشفة. بالإضافة إلى ذلك، كان هناك صراع داخلي بين قوزاق كوبان حول الولاء تجاه جيش المتطوعين الروسي بقيادة أنطون دينيكين وجمهورية أوكرانيا الشعبية .
في 6 نوفمبر 1919، حاصرت قوات دينيكين الرادا، وبمساعدة الزعيم ألكسندر فيليمونوف، اعتقلت عشرة من أعضائه، بما في ذلك محب أوكرانيا، ب. كورغانسكي، الذي كان رئيس وزراء الرادا، وشنق أحدهم علنًا بتهمة الخيانة. انضم العديد من القوزاق إلى دينيكين وقاتلوا في صفوف الجيش التطوعي. في ديسمبر 1919، بعد هزيمة دينيكين، وبعد أن أصبح من الواضح أن البلاشفة سوف يجتاحون كوبان، حاولت بعض المجموعات الموالية لأوكرانيا استعادة الرادا والانفصال عن الجيش التطوعي ومحاربة البلاشفة في التحالف مع أوكرانيا؛  ومع ذلك، بحلول أوائل عام 1920، استولى الجيش الأحمر على معظم كوبان، وتم طرد كل من رادا ودينيكين. قامت السياسة السوفيتية المتمثلة في القضاء على القوزاق بقمع القوزاق وتهدف إلى القضاء على تميز القوزاق.  توصف عملية اجتثاث القوزاق أحيانًا بأنها عمل من أعمال الإبادة الجماعية.

### الحرب العالمية الثانية

#### المتعاونون في الفيرماخت وفافن إس إس

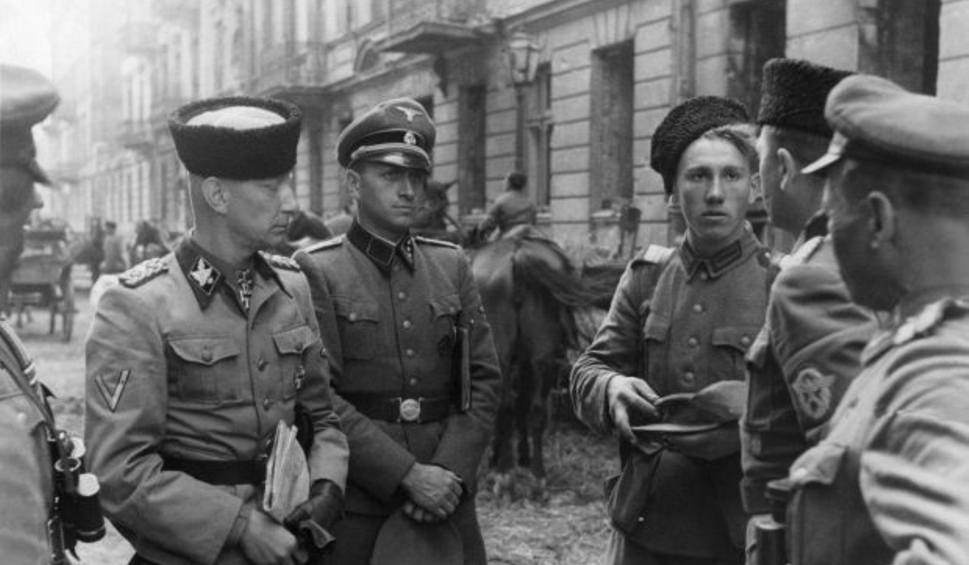
فافن إس إس والفوج الثالث من القوزاق خلال انتفاضة وارسو. كان الفوج مكونًا من قوزاق الدون وكوبان

تم تشكيل المتعاونين الأوائل من أسرى الحرب القوزاق السوفييت والفارين من الخدمة بعد عواقب الهزائم المبكرة للجيش الأحمر خلال عملية بربروسا . خلال معركة القوقاز في صيف عام 1942، تم الترحيب ببعض المعتدين النازيين الذين وصلوا إلى كوبان كمحررين.  اختار العديد من القوزاق السوفييت في كوبان الانشقاق إلى الخدمة النازية إما عندما يكونون في معسكرات أسرى الحرب أو أثناء الخدمة الفعلية في الجيش السوفيتي. على سبيل المثال، هجر الرائد كونونوف في 22 أغسطس 1941 مع فوج كامل وكان له دور فعال في تنظيم متطوعين القوزاق في الفيرماخت .  المهاجرين القوزاق، مثل أندريه شكورو وبيوتر كراسنوف، التعاون مع النازيين أيضًا ووقفوا على رأس فرقتين من القوزاق في الخدمة النازية. ومع ذلك، جاء معظم المتطوعين بعد وصول النازيين إلى أوطان القوزاق في صيف عام 1942.  تم إنشاء حركة تحرير القوزاق الوطنية على أمل حشد المعارضة للنظام السوفييتي بهدف إعادة بناء دولة القوزاق القومية المستقلة.
في حين كان هناك عدة مفارز قوزاق أصغر في الفيرماخت منذ عام 1941، تم تشكيل فرقة القوزاق الأولى المكونة من قوزاق دون وتيريك وكوبان في عام 1943. وتم تعزيز هذا القسم بشكل أكبر من خلال فرقة فرسان القوزاق الثانية التي تشكلت في ديسمبر 1944. وشاركت كلا الفرقتين في الأعمال العدائية ضد أنصار تيتو في يوغوسلافيا. في فبراير 1945، تم نقل فرقتي القوزاق إلى فافن إس إس وشكلت فيلق الفرسان القوزاق الخامس عشر إس إس . في نهاية الحرب، انسحب المتعاونون القوزاق إلى إيطاليا واستسلموا للجيش البريطاني، ولكن بموجب اتفاقية يالطا، أُعيدوا قسراً مع بقية المتعاونين إلى السلطات السوفيتية وتم إعدام بعضهم.  أحد قادة كوبان، الزعيم فياتشيسلاف نومينكو، عمل كمؤرخهم الرئيسي بعد الحرب العالمية الثانية، حيث كتب أول كتاب باللغة الروسية عن عودة القوزاق إلى وطنهم في مجلدين نُشرا في عام 1962 و 1970 بعنوان Velikoe Predatelstvo ( الخيانة الكبرى ).

#### قوزاق الجيش الأحمر
وعلى الرغم من الانشقاقات التي حدثت، ظل غالبية القوزاق موالين للجيش الأحمر.  في المعارك الأولى، لا سيما تطويق وحدات القوزاق بيلوستوك، مثل أفواج بيلوجليسنكي 94، وفوج روستوفسكي 152، وفوج بيلوريتشينسكي 48، قاتلوا حتى الموت. في المرحلة الأولى من الحرب، أثناء التقدم الألماني نحو موسكو، أصبح القوزاق مستخدمين على نطاق واسع في الغارات خلف خطوط العدو. أشهرها وقعت خلال معركة سمولينسك تحت قيادة ليف دوفاتور، الذي يتكون فيلق الفرسان الثالث من فرقتي الفرسان الخمسين والثالثة والخمسين من قوزاق كوبان وتيريك، والتي تم حشدها من شمال القوقاز. دمرت الغارة، التي قطعت مسافة 300 كيلومتر في عشرة أيام، المناطق النائية للجيش الألماني التاسع قبل أن تندلع بنجاح. بينما كانت الوحدات تحت قيادة الجنرال بافيل بيلوف، قاد فيلق الفرسان الثاني المكون من قوزاق الدون وكوبان وستافروبول الهجوم المضاد على الجانب الأيمن للجيش الألماني السادس مما أدى إلى تأخير تقدمه نحو موسكو.
الاحترافية العالية التي أظهرها القوزاق تحت قيادة دوفاتور وبيلوف (تم منح كلا الجنرالين لاحقًا لقب بطل الاتحاد السوفيتي وتم رفع وحداتهم إلى وضع الحرس (النخبة)) ضمنت تشكيل العديد من الوحدات الجديدة. في النهاية، إذا تمكن الألمان خلال الحرب بأكملها من تشكيل فيلقين من القوزاق فقط، فإن الجيش الأحمر في عام 1942 كان يضم بالفعل 17.  كانت العديد من الوحدات المشكلة حديثًا مليئة بمتطوعين من القوزاق عرقيًا. تم تخصيص قوزاق كوبان إلى الفيلق العاشر والثاني عشر والثالث عشر. ومع ذلك، فإن أشهر وحدة قوزاق كوبان هي فيلق القوزاق السابع عشر تحت قيادة الجنرال نيكولاي كيريتشينكو. خلال هجوم واحد، قتل القوزاق ما يصل إلى 1800 جندي وضابط من العدو، وأسروا 300، واستولوا على 18 قطعة مدفعية و25 قذيفة هاون. هربت فرقتا الفرسان الرومانية الخامسة والتاسعة في حالة من الذعر، وغادرت فرقة المشاة الألمانية رقم 198، التي تحمل خسائر كبيرة، على عجل إلى الضفة اليسرى لنهر إي.
خلال المرحلة الافتتاحية لمعركة ستالينجراد، عندما اجتاح الألمان كوبان، انخرط غالبية سكان القوزاق، قبل وقت طويل من بدء الألمان تحريضهم مع كراسنوف وشكورو، في النشاط الحزبي.  أصبحت الغارات على المواقع الألمانية من جبال القوقاز أمرًا شائعًا. بعد هزيمة الألمان في ستالينغراد، اخترق فيلق قوزاق كوبان الرابع للحرس، المعزز بالدبابات والمدفعية، الخطوط الألمانية وحرّر مينيرالني فودي وستافروبول. بالنسبة للجزء الأخير من الحرب، على الرغم من أن القوزاق أثبتوا فائدتهم خصوصًا في الاستطلاع والحرس الخلفي، إلا أن الحرب أظهرت أن عصر سلاح الفرسان قد وصل إلى نهايته. سُمح لفيلق فرسان الحرس الرابع كوبان القوزاق الشهير، الذي شارك في القتال العنيف أثناء تحرير جنوب أوكرانيا ورومانيا، بالسير بفخر في الساحة الحمراء في موكب النصر الشهير في موسكو عام 1945 .

## قوزاق كوبان بالوقت الحالي

علم قوزاق كوبان

بعد الحرب، تم حل أفواج القوزاق، إلى جانب سلاح الفرسان المتبقي، وإزالتها من القوات المسلحة السوفيتية حيث كان يعتقد أنها عفا عليها الزمن. بدءًا من أواخر الثمانينيات، كانت هناك جهود متجددة لإحياء تقاليد القوزاق والتي بذلت جهودًا كبيرة؛ في عام 1990، تم الاعتراف بالمضيف مرة أخرى من قبل الزعيم الأعلى لمضيف الدون العظيم. في هذا الوقت ظهرت بعض المشاعر المؤيدة لأوكرانيا بين بعض قادة كوبان القوزاق. على سبيل المثال، عندما ألقي القبض على زعيم القوزاق يفهين نهاي في مايو 1993 واتهم بالتخطيط لانقلاب، هدد زعيم قوزاق آخر (كيش أوتامان بويبينكو) بالدعوة إلى دعم أوكرانيا إذا تم انتهاك حقوق ناهاي. قوبلت مسيرة لسلاح الفرسان القوزاق من شرق أوكرانيا إلى كوبان ببعض الحماس من قبل السكان المحليين.
شارك القوزاق بنشاط في بعض التطورات السياسية المفاجئة التي أعقبت تفكك الاتحاد السوفييتي : غزوات أوسيتيا الجنوبية وشبه جزيرة القرم وترانسنيستريا وأبخازيا، وشاركوا اسميًا كقوات حفظ سلام في كوسوفو. كان الصراع الأخير خاصًا خصوصًا لقوزاق كوبان، في البداية فر عدد من القوزاق من قمع القوزاق في العشرينيات من القرن الماضي واندمجوا مع الشعب الأبخازي . قبل الصراع الجورجي الأبخازي كانت هناك حركة قوية لإنشاء مضيف أبخازي كوباني بين الأحفاد. عندما اندلعت الحرب الأهلية، جاء 1500 متطوع من قوزاق كوبان من روسيا لمساعدة الجانب الأبخازي. إحدى المجموعات البارزة كانت سوتنيا الأولى تحت قيادة أتامان نيكولاي بوسكو والتي يقال إنها دمرت بالكامل مجموعة متطوعين أوكرانية تقاتل إلى الجانب الجورجي ثم أصبحت أول من دخل سوخومي في عام 1993. منذ  ذلك الحين، ولا تزال مفرزة كوبان القوزاق تسكن أبخازيا، ولا يزال وجودهم يؤثر على العلاقات الجورجية الروسية . وفقًا لتقارير حقوق الإنسان في التسعينيات، قام القوزاق بمضايقة غير الروس بانتظام، مثل الأرمن والشيشان، الذين يعيشون في جنوب روسيا. شاركت فرقة من قوزاق كوبان (بقيادة رئيس جمعية القوزاق لعموم روسيا، الجنرال القوزاق نيكولاي دولودا ) في موكب يوم النصر في موسكو عام 2015 لأول مرة.

### الوحدات العسكرية الحالية
بمساعدة حاكم كراسنودار كراي، ألكسندر تكاشيوف، أصبح المضيف جزءًا لا يتجزأ من حياة كوبان، وهناك عمليات تدريب قتالية مشتركة مع الجيش الروسي، وحفظ الأمن في المناطق الريفية مع الشرطة الروسية، وإعداد الشباب المحلي لمدة التجنيد العسكري لمدة سنة. لم تكن مساعدتهم في الشؤون العسكرية مهمة فحسب، بل خلال فيضانات شبه جزيرة تامان عام 2004، قاموا بتوفير الرجال والمعدات لمهام الإغاثة. اليوم، يبلغ عدد القوات المضيفة 25 ألف رجل ولها قواتها المميزة: فوج كامل من فرقة الهجوم الجوي السابعة لحرس "تشيركاسي" (فوج حرس "كوبان القوزاق" المحمول جواً رقم 108) في VDV الروسي ؛ اللواء 205 بندقية آلية، ضمن المنطقة العسكرية الجنوبية في القوات البرية الروسية، بالإضافة إلى حرس الحدود.
في 2 أغسطس 2012، أعلن حاكم كراسنودار كراي، ألكسندر تكاشيوف، عن خطة مثيرة للجدل لنشر قوة شبه عسكرية مكونة من ألف من قوزاق كوبان غير مسلحين ولكن يرتدون الزي الرسمي في المنطقة لمساعدة دوريات الشرطة. وكان من المقرر أن يُتهم القوزاق بمنع ما وصفه بـ "الهجرة غير الشرعية" من جمهوريات القوقاز المجاورة. يحتفظ قوزاق كوبان بحرس الشرف منذ منتصف العقد الأول من القرن الحادي والعشرين. بدأ تشكيل حرس الشرف في أبريل 2006 من قبل مجموعة من القوزاق بدعم من زعيم القوزاق الجنرال فلاديمير جروموف. في 12 يونيو 2006، قدم الحارس عرضًا لأول مرة في نصب القوزاق التذكاري في كراسنودار.  كان العقيد القوزاق بيوتر بيترينكو مسؤولاً عن هذه الوحدة لمدة 12 عامًا. إنهم يرتدون الزي التاريخي لفوج مرافقة القوزاق الخاص بصاحب الجلالة . وبعد زيادة عدد الموظفين، تم تشكيل مجموعة الفروسية.  تشمل الشروط الواجب توافرها في أفراد حرس الشرف عدم وجود سجل جنائي، وأن يزيد طولهم عن 180 سم.

## الثقافة
بسبب نمط الهجرة الفريد الذي قام به القوزاق الزابوروجيون الأصليون، أنتجت هوية قوزاق كوبان واحدة من أكثر الثقافات تميزًا ليس فقط بين القوزاق الآخرين ولكن عبر الهوية السلافية الشرقية بأكملها. أثر القرب من جبال القوقاز والشعب الشركسي على لباس القوزاق وزيهم الرسمي - معطف الشركيسكا المميز ووشاح الباشليك، كما دخلت الرقصات المحلية مثل ليزجينكا أيضًا في أسلوب حياة القوزاق في كوبان. في الوقت نفسه، واصل القوزاق الكثير من تراثهم الزابوروجي، بما في ذلك حركة كوبان باندورا وجوقة كوبان القوزاق التي أصبحت واحدة من أشهر الجوقات في العالم لأدائها لأغاني القوزاق وغيرها من الأغاني والرقصات الشعبية، والتي تم أداؤها في كلا البلدين. اللغات الروسية والأوكرانية.

## الهوية الوطنية
لقد تغير مفهوم الهوية الوطنية والعرقية لقوزاق كوبان مع مرور الوقت وكان موضع خلاف كبير. في تعداد عام 1897، أشار 47.3% من سكان كوبان (بما في ذلك المهاجرين غير القوزاق في القرن التاسع عشر من كل من أوكرانيا وروسيا) إلى لغتهم الأم باسم الروسية الصغيرة (الأوكرانية)، بينما أشار 42.6% إلى لغتهم الأم باسم الروسية العظمى. تمت كتابة وتقديم معظم الإنتاج الثقافي في كوبان خلال الفترة من 1890 إلى 1910، مثل المسرحيات والقصص وما إلى ذلك، باللغة الأوكرانية، وكان أحد الأحزاب السياسية الأولى في كوبان هو الحزب الثوري الأوكراني. خلال الحرب العالمية الأولى، تلقى المسؤولون النمساويون تقارير من منظمة أوكرانية تابعة للإمبراطورية الروسية تفيد بأن ضباطهم الروس اعتقلوا 700 من قوزاق كوبان في شرق غاليسيا لرفضهم القتال ضد الأوكرانيين في الجيش النمساوي.  لفترة وجيزة خلال الحرب الأهلية الروسية، أعلن قوزاق كوبان أن الأوكرانية هي اللغة الرسمية لقوزاق كوبان، قبل قمعها من قبل القائد الأبيض الروسي الجنرال دينيكين.
بعد انتصار البلاشفة في الحرب الأهلية الروسية، كان يُنظر إلى كوبان على أنها واحدة من أكثر المناطق عداءً للدولة الشيوعية الناشئة. في خطابه الذي ألقاه عام 1923 والذي خصص للقضايا القومية والعرقية في شؤون الحزب والدولة، حدد جوزيف ستالين عدة عقبات أمام تنفيذ البرنامج الوطني للحزب. وكانت تلك "شوفينية الأمة المهيمنة"، و"عدم المساواة الاقتصادية والثقافية" للقوميات، و"بقايا القومية بين عدد من الأمم التي تحملت نير الاضطهاد القومي الثقيل".  بالنسبة لكوبان، قوبل ذلك بنهج فريد. أصبحت الضحية/الأقلية هي الفلاحين غير القوزاق  الذين، مثل نظرائهم في روسيا الجديدة، كانوا مجموعة سكانية مختلطة، مع أغلبية عرقية أوكرانية. لمواجهة "شوفينية الأمة المهيمنة" تم إدخال سياسة الأكرنة / الكورنة . وفقا لتعداد عام 1926، كان هناك بالفعل ما يقرب من مليون أوكراني مسجل في كوبان أوكروج وحدها (أو 62% من إجمالي السكان). بالإضافة إلى ذلك، تم افتتاح أكثر من 700 مدرسة تدرس باللغة الأوكرانية، وكان لمعهد كوبان التربوي قسم أوكراني خاص به. تم نشر العديد من الصحف الصادرة باللغة الأوكرانية مثل تشيرنوموريتس و كوبانسكا زوريا . بحسب المؤرخ آل بوليتشكو، كانت هناك محاولة لإجراء استفتاء حول انضمام كوبان إلى جمهورية أوكرانيا الاشتراكية السوفياتية.  في عام 1930، قدم الوزير الأوكراني ("كوميسار الشعب") ميكولا سكريبنيك، المنخرط في حل القضايا الوطنية في جمهورية أوكرانيا الاشتراكية السوفياتية، اقتراحًا رسميًا إلى جوزيف ستالين بأن مناطق فورونيج وكورسك وتشورنوموريا وأزوف وكوبان تدار من قبل حكومة جمهورية أوكرانيا الاشتراكية السوفياتية.
بحلول نهاية عام 1932، تم عكس برنامج الأكرنة، وبحلول أواخر الثلاثينيات من القرن الماضي، عرّف غالبية الأوكرانيين في كوبان أنفسهم على أنهم روس  ونتيجة لذلك، في تعداد عام 1939، كان الروس في كوبان يشكلون أغلبية قدرها 2754027 أو 86%.  قامت الطبعة الثانية من الموسوعة السوفييتية الكبرى صراحةً بتسمية قوزاق كوبان على أنهم روس. تختلف لغة كوبان العامية الحديثة المعروفة باسم بلاشكا عن اللغة الروسية الأدبية المعاصرة وهي تشبه إلى حد كبير اللهجة الأوكرانية المستخدمة في وسط أوكرانيا بالقرب من تشيركاسي  تتضمن اللغة العامية في بعض المناطق العديد من الكلمات واللهجات في شمال القوقاز. تأثير الأشكال النحوية الروسية واضح أيضًا. مثل العديد من القوزاق الآخرين، يرفض البعض قبول أنفسهم كجزء من الشعب الروسي العرقي القياسي، ويزعمون أنهم مجموعة فرعية منفصلة على قدم المساواة مع العرقيات الفرعية مثل بومور . في التعداد السكاني الروسي لعام 2002  سُمح للقوزاق بالحصول على جنسية مميزة كمجموعة عرقية فرعية روسية منفصلة. بلغ عدد قوزاق كوبان الذين يعيشون في كراسنودار كراي وأديغيا وكراشايفو - شركيسيا وبعض مناطق ستافروبول كراي وكاباردينو -بلقاريا 25000 رجل. ومع ذلك، فإن الإدارة الصارمة للتعداد تعني أن القوزاق الذين هم في الخدمة الفعلية فقط هم الذين يعاملون على هذا النحو، وفي الوقت نفسه، تم تسجيل 300000 عائلة  من قبل مضيف كوبان القوزاق. قوزاق كوبان غير المنتمين سياسيًا إلى مضيف كوبان القوزاق، مثل مدير جوقة كوبان القوزاق فيكتور زاخارشينكو، حافظوا في أوقات مختلفة على التوجه المؤيد لأوكرانيا.